# Vigesimoquinta Enmienda a la Constitución de los Estados Unidos

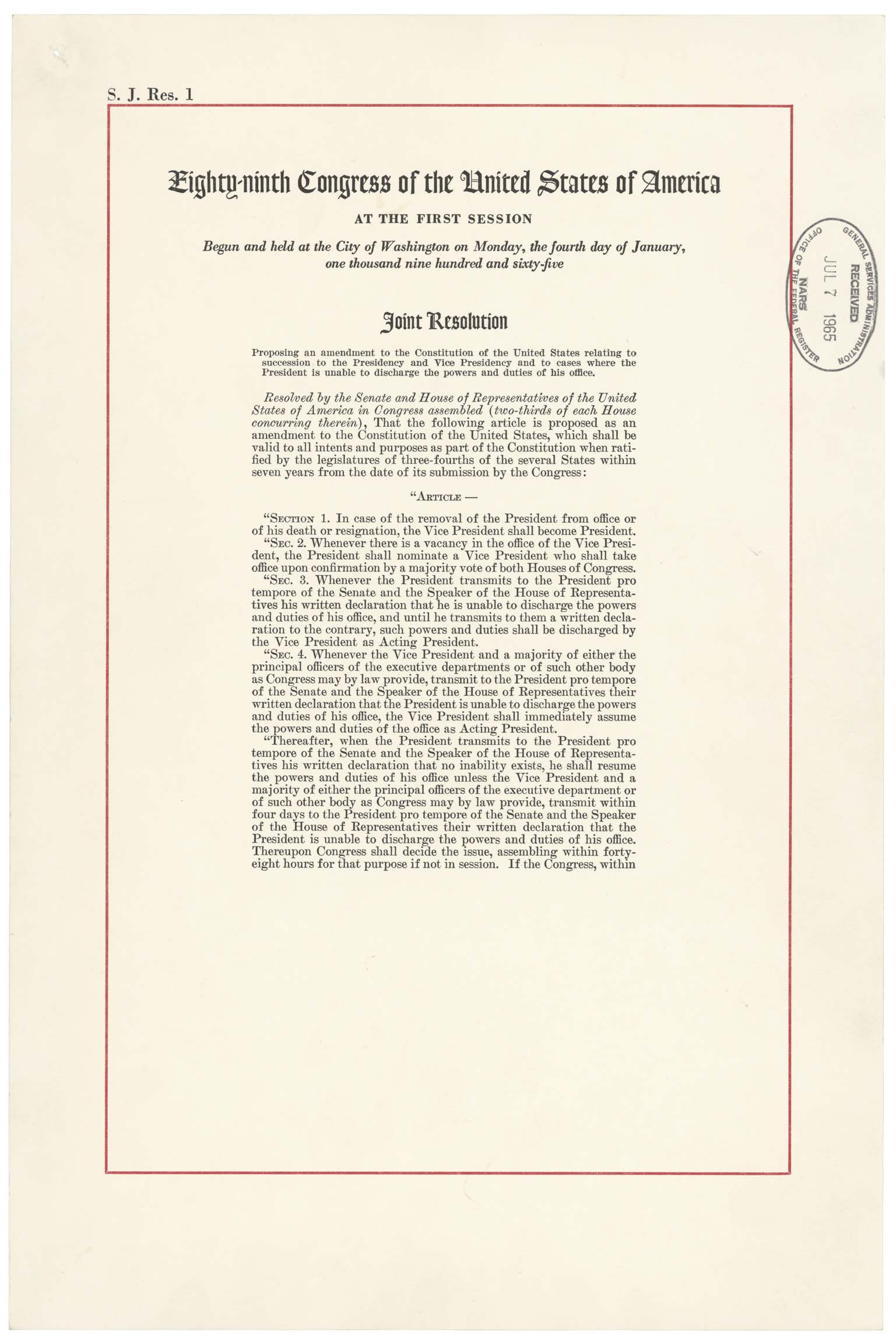
Resolución Conjunta que propone la Vigesimoquinta Enmienda a la Constitución de los Estados Unidos, página 1.

La Vigesimoquinta Enmienda a la Constitución de los Estados Unidos (Enmienda XXV) trata sobre la sucesión del presidente de los Estados Unidos, y establece los procedimientos que han de seguirse para ocupar el cargo de vicepresidente en caso de encontrarse este vacante, además de lo que debe hacerse de encontrarse el presidente inhabilitado para continuar en su cargo. Reemplaza el texto ambiguo del Artículo II, Sección 1, Cláusula 6 de la Constitución, que no establece expresamente si el vicepresidente se convierte en el presidente, o si actúa como presidente en funciones (provisional) si el presidente muere, renuncia, es cesado de su cargo, o es incapaz por alguna razón de cumplir con las obligaciones del cargo. La Enmienda XXV fue ratificada en 1967.

## Texto
| Section 1. In case of the removal of the President from office or of his death or resignation, the Vice President shall become President. | Sección 1. En caso de que el presidente sea depuesto de su cargo, o en caso de su muerte o renuncia, el vicepresidente se convertirá en presidente. |
| Section 2. Whenever there is a vacancy in the office of the Vice President, the President shall nominate a Vice President who shall take office upon confirmation by a majority vote of both Houses of Congress. | Sección 2. Cuando el puesto de vicepresidente estuviera vacante, el presidente nombrará un vicepresidente que tomará posesión de su cargo al ser confirmado por voto mayoritario de ambas Cámaras del Congreso. |
| Section 3. Whenever the President transmits to the President pro tempore of the Senate and the Speaker of the House of Representatives his written declaration that he is unable to discharge the powers and duties of his office, and until he transmits to them a written declaration to the contrary, such powers and duties shall be discharged by the Vice President as Acting President. | Sección 3. Cuando el presidente transmitiera al presidente pro tempore del Senado y al presidente de la Cámara de Representantes su declaración escrita de que está imposibilitado para desempeñar los poderes y obligaciones de su cargo, y mientras no transmitiere a ellos una declaración escrita en sentido contrario, tales poderes y obligaciones serán desempeñados por el vicepresidente como presidente en funciones. |
| Section 4. Whenever the Vice President and a majority of either the principal officers of the executive departments or of such other body as Congress may by law provide, transmit to the President pro tempore of the Senate and the Speaker of the House of Representatives their written declaration that the President is unable to discharge the powers and duties of his office, the Vice President shall immediately assume the powers and duties of the office as Acting President. Thereafter, when the President transmits to the President pro tempore of the Senate and the Speaker of the House of Representatives his written declaration that no inability exists, he shall resume the powers and duties of his office unless the Vice President and a majority of either the principal officers of the executive department or of such other body as Congress may by law provide, transmit within four days to the President pro tempore of the Senate and the Speaker of the House of Representatives their written declaration that the President is unable to discharge the powers and duties of his office. Thereupon Congress shall decide the issue, assembling within forty-eight hours for that purpose if not in session. If the Congress, within twenty-one days after receipt of the latter written declaration, or, if Congress is not in session, within twenty-one days after Congress is required to assemble, determines by two-thirds vote of both Houses that the President is unable to discharge the powers and duties of his office, the Vice President shall continue to discharge the same as Acting President; otherwise, the President shall resume the powers and duties of his office. | Sección 4. Cuando el vicepresidente y la mayoría de los principales funcionarios de los departamentos ejecutivos o de cualquier otro cuerpo que el Congreso autorizara por ley trasmitieran al presidente pro tempore del Senado y al presidente de la Cámara de Representantes su declaración escrita de que el presidente está imposibilitado para ejercer los poderes y obligaciones de su cargo, el vicepresidente inmediatamente asumirá los poderes y obligaciones del cargo como presidente en funciones. Por consiguiente, cuando el presidente transmitiera al presidente pro tempore del Senado y al presidente de la Cámara de Representantes su declaración escrita de que no existe imposibilidad alguna, asumirá de nuevo los poderes y obligaciones de su cargo, a menos que el vicepresidente y la mayoría de los funcionarios principales de los departamentos ejecutivos o de cualquier otro cuerpo que el Congreso haya autorizado por ley transmitieran, en el término de cuatro días, al presidente pro tempore del Senado y al presidente de la Cámara de Representantes su declaración escrita de que el presidente está imposibilitado para ejercer los derechos y deberes de su cargo. Entonces el Congreso decidirá qué solución debe adoptarse, para lo cual se reunirá en el término de cuarenta y ocho horas, si no estuviera en sesión. Si el Congreso, en el término de veintiún días de recibida la ulterior declaración escrita o, de no estar en sesión, dentro de los veintiún días de haber sido convocado a reunirse, determinara por voto de las dos terceras partes de ambas Cámaras que el presidente está imposibilitado para ejercer los poderes y obligaciones de su cargo, el vicepresidente continuará desempeñando el cargo como presidente en funciones; de lo contrario, el presidente asumirá de nuevo los derechos y deberes de su cargo. |